# 대구부윤 (일제 강점기)
대구부윤(大邱府尹)은 일제강점기의 조선총독부의 지방관으로 대구부청의 최고 책임자였고, 직급은 사무관급이었다.

## 역대 대구부윤
- 竹崎六次郞, 1910년 9월 30일 - 1910년 10월 1일, 한일합방조약 전 부임
- 竹崎六次郞, 1910년 10월 2일 - 1918년 2월 26일
- 나가노 타이사로(中野太三郞), 1918년 2월 26일 - 1919년 8월 20일
- 마쓰이 노부시케(松井信助),　 1919년 8월 20일 - 1924년 11월 24일
- 宮館貞一,　1924년 11월 24일 - 1926년 5월 24일
- 上内彦策,　1926년 5월 24일 -  1928년 3월 30일
- 山崎眞雄,　1928년 3월 30일 - 1929년 11월 28일
- 구와하라 이치로(桑原一郞),　1929년 11월 28일 - 1931년 9월 23일
- 이타가키 신지(板垣只二),　1931년 9월 23일 - 1932년 2월 13일
- 다가 히데토시(多賀秀敏),　1932년 2월 13일 - 1934년 5월 1일
- 門脇默一 1934년 5월 1일　- 1936년
- 후루이치 스스무(古市進),   1937년 4월 - 1939년 6월 21일
- 스기야마 무이치(杉山茂一), 1939년 7월 1일 - 1941년 5월 16일
- 야마모토 미노루(山本實),   1941년 5월 17일 - 1943년
- 우에노 히코하치(上野彦八), 1943년 - 1945년 8월 16일, 8월 16일 부로 근무이탈

## 같이 보기
- 대구부윤 (대한제국)
- 대구광역시장
- 조선총독부